# アルブレヒト1世 (ブラウンシュヴァイク公)
アルブレヒト1世（Albrecht I., 1236年 - 1279年8月15日）は、ブラウンシュヴァイク＝リューネブルク公の1人で、ヴェルフ家出身のブラウンシュヴァイク＝リューネブルク公（在位：1252年 - 1269年）、ヴォルフェンビュッテル侯（在位：1269年 - 1279年）。ブラウンシュヴァイク＝リューネブルク公オットー1世とブランデンブルク辺境伯アルブレヒト2世の娘マティルドの長男で、リューネブルク侯ヨハンの兄。後のハノーファー王家、イギリス王家（ハノーファー朝）などの男系祖先である。

## 生涯
1252年の父の死後、その領土を弟のヨハンと共に統治した。ゾフィー・フォン・ブラバントとマイセン辺境伯ハインリヒ3世のテューリンゲンを巡る争いについては、アルブレヒト1世はゾフィーの娘エリーザベトと結婚していた縁でゾフィー側に立ち参戦したが、1263年のベーゼンシュテットの戦いに敗れて捕虜になった。その後解放されたが、テューリンゲンはハインリヒ3世が所有する事になった。
1260年9月にハーメルンやエルツェンを中心に勢力を持っていたエーファーシュタイン伯家のコンラート4世を討伐し、各城を攻略してその影響力を徐々に弱めた。
1267年、ヨハンが所領分割を要求、アルブレヒト1世は1269年にこれを受け入れ、ヨハンは北部のリューネブルクとツェレとハノーファーを、アルブレヒト1世は南部のブラウンシュヴァイク、アインベック、グルーベンハーゲン、カレンベルク、ヴォルフェンビュッテル、ハルツ山地、ゲッティンゲンを領有する事になった。
1279年死去。遺体はブラウンシュヴァイク大聖堂に埋葬、領土は3人の息子の共同統治となった。

## 子女
1254年、ブラバント公アンリ2世とゾフィー・フォン・ブラバントの娘エリーザベトと結婚したが、1261年に死別。
1263年、モンフェッラート侯ボニファーチョ2世の娘アーデルハイトと再婚、7人の子を儲けた。
- ハインリヒ1世（1267年 - 1322年） - グルーベンハーゲン侯
- アルブレヒト2世（1268年 - 1318年） - ヴォルフェンビュッテル＝ゲッティンゲン侯
- ヴィルヘルム1世（1270年 - 1292年） - ヴォルフェンビュッテル侯
- オットー（? - 1346年）
- マティルダ（? - 1310年） - グウォグフ公ヘンリク3世と結婚。
- ルター（1275年 - 1335年） - ドイツ騎士団総長
- コンラート（? - 1303年）

| 爵位・家督       | 爵位・家督                                                              | 爵位・家督                                                |
| ---------------- | ----------------------------------------------------------------------- | --------------------------------------------------------- |
| 先代 オットー1世 | ブラウンシュヴァイク＝リューネブルク公 1252年 - 1269年 （ヨハンと共治） | 次代 リューネブルク侯領 ヴォルフェンビュッテル侯領 に分割 |
| 先代 新設        | ヴォルフェンビュッテル侯 1269年 - 1279年                                | 次代 ハインリヒ1世 アルブレヒト2世 ヴィルヘルム1世        |